# Concours de danse à Piriac

Concours de danse à Piriac est un téléfilm français réalisé en 2004 par Marc Jolivet. 

## Synopsis
En été à Piriac-sur-Mer, Ozy, danseur de hip-hop, décide de se présenter à un concours de danse celtique. Pour participer à la compétition, il doit se trouver une partenaire. Il s'associe à Marie, une jeune habitante du village. 

## Fiche technique
- Titre : Concours de danse à Piriac
- Réalisation et scénario : Marc Jolivet
- Musique : Serge Perathoner et Jannick Top
- Sociétés de production : France 3, Méditerranée Film Production
- Durée : 90 minutes
- Date de diffusion : 29 juillet 2006 sur France 3

## Distribution
- Ginette Garcin : Mamie
- Gérard Rinaldi : Jacques
- Stéphanie Taine : Marie
- Jean Oswald : Ozy
- Thomas Doucet : Marc
- Sophie-Charlotte Husson : Isabelle
- Maka Kotto : Le maire
- Virginie Barthélémy : Maryvonne
- Marc Jolivet : Le pêcheur à la ligne